# Albert Van huffel

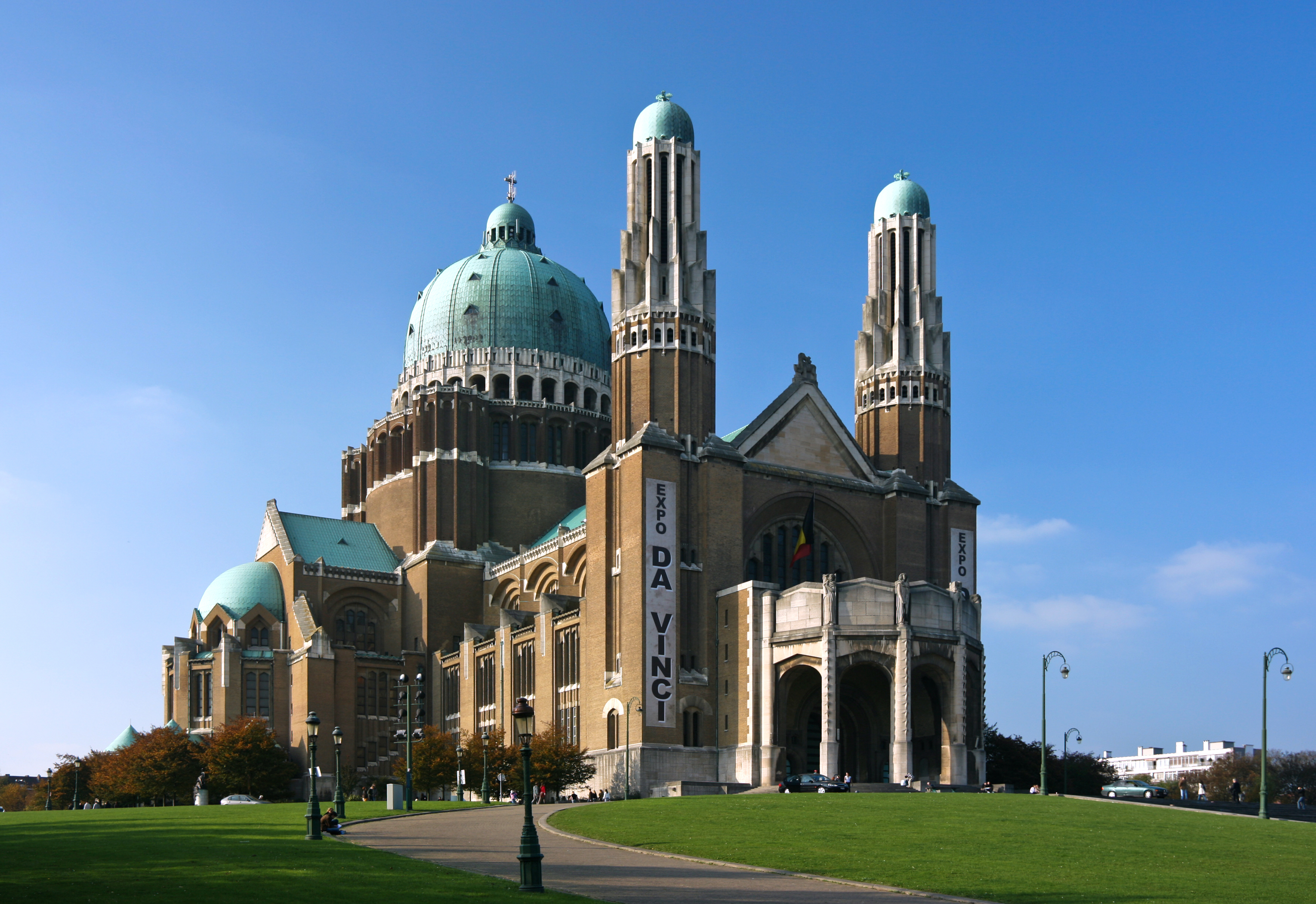
Nationale Basiliek van het Heilig Hart
Koekelberg

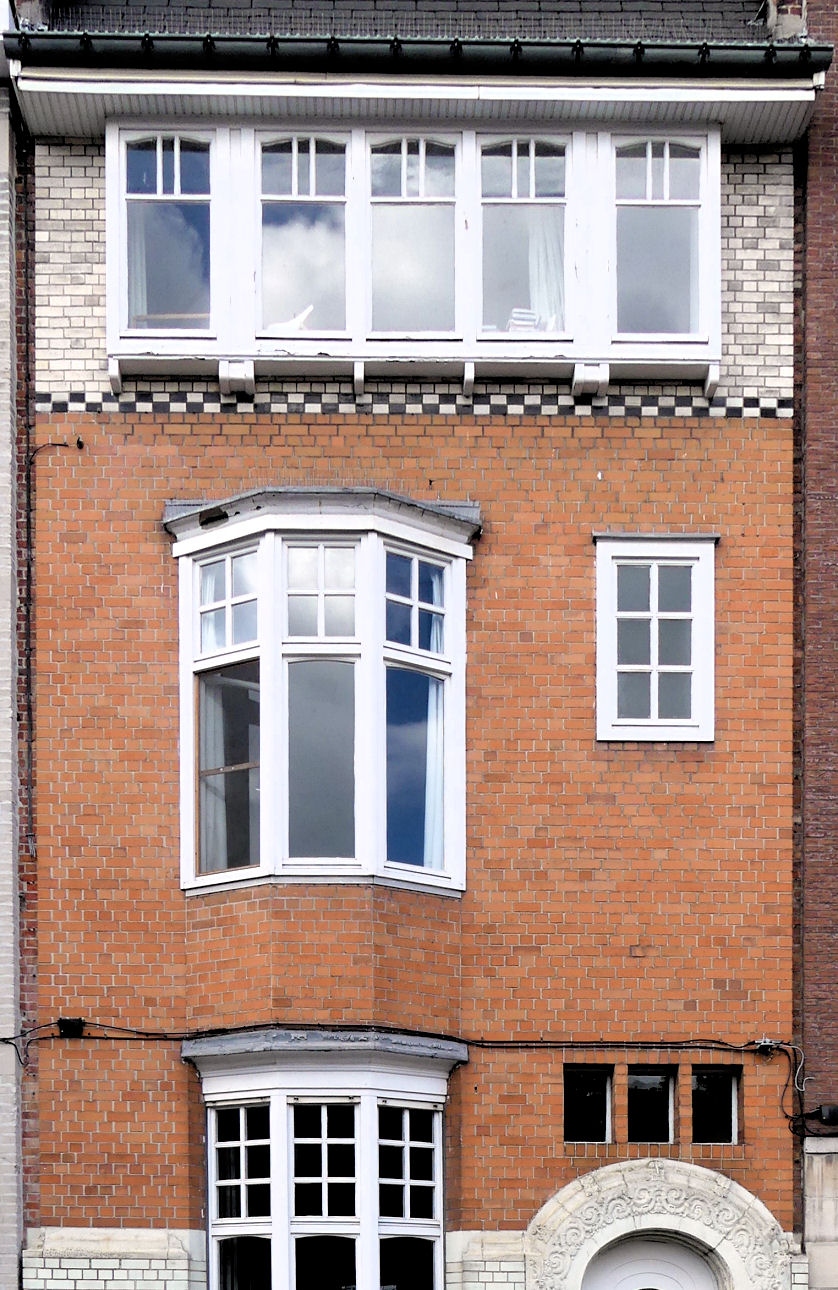
Burgerhuis, Gent; Meersstraat 166.

Albert Van huffel (Gent, 20 januari 1877 - Tervuren, 17 maart 1935) was een Belgisch ontwerper en architect.

## Biografie
Van huffel was van bescheiden afkomst. Zijn vader heette Vanhuffel, maar op de geboorteakte is de naam foutief ingeschreven als "Van huffel". Zonder naamsverandering blijft deze naam levenslang behouden. 
Van huffel volgde een opleiding aan de Kunstacademie van Gent (afgebroken in 1901). Tussen 1896 en 1912 bedreef hij verschillende ambachten: schilder, decorateur, meubelmaker, metser, glazenier. Tussen 1895 en 1904 had de groep Kunst en Kennis een belangrijke invloed op zijn werk. Hij was gefascineerd door de schoonheid van bloemmotieven. Zijn ontwerpen voor meubels, tapijten en borduurwerk reflecteren de overgang van art nouveau naar functionalisme. Door zelfstudie werkte hij zich op tot architect (zonder diploma), waardoor hij totaalontwerpen kon uitvoeren.
In 1903 trad hij in dienst bij de Gentse bouwfirma Van Herreweghe & De Wilde. In 1912 werd hij zelfstandig architect. Vanaf 1914 werkte hij nauw samen met het Brusselse bedrijf L'Art Décoratif C. Dangotte, tussen 1918 tot 1921 werd hij ook aangesteld als artistiek directeur voor de interieurzaak. Hij zou de firma naar een artistiek niveau tillen dat het daarnaa nooit meer zou evenaren. 
In 1926 nodigde Henry van de Velde Van huffel uit om kunstnijverheid te doceren aan het La Cambre-instituut in Brussel.

## Werk
Vanaf 1920 werd zijn tomeloze energie opgeslorpt door één reusachtig project: de Nationale Basiliek van het Heilig Hart in Koekelberg.
Oorspronkelijk had dit een neogotisch gebouw moeten worden. Na het leggen van de funderingen was de bouw in de Eerste Wereldoorlog stilgevallen. Onder impuls van kardinaal Mercier kwam er een snelle doorstart, zij het dat men opteerde voor een moderner en goedkoper ontwerp. Na een onbevredigende ideeënwedstrijd stelde het opdrachtgevend comité verrassend de onbekende Van huffel aan om de basiliek te ontwerpen. Hij had slechts enkele huizen op zijn actief en nu werd hij belast met een van de grootste Belgische bouwprojecten ooit. Het zou hem bezighouden tot zijn dood in 1935. Hij kreeg Dom Sébastien Braun naast zich, de abt van de abdij van Maredsous, om hem bij te staan in de religieus-liturgische aspecten van het ontwerp. Hun samenwerking was intens en leidde tot de presentatie van een voldragen project op 17 november 1921. Het werd tegen veel weerstand in en met enkele aanpassingen goedgekeurd. Hij kreeg wel het verzoek een maquette op schaal 1/40 te maken. Daarmee won hij de Grand Prix de l’Architecture op de Wereldtentoonstelling van 1925 in Parijs. Door deze prijs en de steun van grote architecten als Victor Horta en Hendrik Berlage luwde het verzet. Zijn plannen werden definitief aanvaard en de bouw ging van start. De maquette is nog steeds te bezichtigen in de basiliek. Hij kreeg ook de bijstand van ingenieurarchitect Paul Rome voor de technische uitwerking.
Na zijn overlijden werd zijn magnum opus in essentie volgens de oorspronkelijke plannen afgewerkt door Paul Rome. Zijn basiliek van Koekelberg werd het grootste art-deco-gebouw ter wereld.